# Polidipsia
Polidipsia é um termo médico que define o sintoma caracterizado por excessiva sensação de sede.
É um sintoma comum entre diabéticos e geralmente acompanhado de poliúria e polifagia. Neste caso, a polidipsia decorre da perda de água pela urina acompanhando a eliminação urinária da glicose (glicosúria) em excesso no plasma (aí acumulada por défice do seu metabolismo). É a "diabetes mellitus", ou "diabetes sacarina".
A polidipsia pode estar associada a outros síndromas endócrinos, como a diabetes insípida, porque a urina não contém glicose e, portanto, não é doce. Exemplos são a "diabetes hipofisária" (insuficiência de produção de hormona antidiurética) e a "diabetes renal" (incapacidade renal de reabsorção de água).
Da presença desta associação polidipsia - poliúria, nasceu a palavra diabetes de origem grega διαβήτης [(δια - através) (βή do verbo βαίνειν - ir) e (της - agente)]. Referia-se assim à doença em que "toda a água ingerida não se retinha no corpo mas era eliminada pelo rim". De facto o doente diabético é um doente com desidratação crónica. A esta palavra se juntou "mellitus" (doce - açúcar na urina) e "insipidus"  (sem açúcar na urina, sem sabor) para definir as situações referidas.
Em alguns casos a causa é psicogénica, também chamada "polidipsia primária", ou "potomania", com ingestão compulsiva de grande quantidade de água, sem haver razão real e sem ter sede.